# Liste der Monuments historiques in Ménessaire
Die Liste der Monuments historiques in Ménessaire führt die Monuments historiques in der französischen Gemeinde Ménessaire auf.

## Liste der Immobilien
| Bezeichnung           | Beschreibung | Standort              | Kennzeichnung | Schutzstatus | Datum      | Bild           |
| --------------------- | --- | --------------------- | ------------- | ------------ | ---------- | -------------- |
| Château de Ménessaire | Burg, möglicherweise noch aus dem 13. Jahrhundert, nach Brand im 17. Jahrhundert als Schloss erneuert; mit Teilen der Innenausstattung des 17. Jahrhunderts | Rue du Château (Lage) | PA00112535    | Inscrit      | 1973 /1999 | weitere Bilder |